# 和田共弘
和田 共弘（わだともひろ、1922年8月1日 - 1994年4月29日）は、20世紀後半の日本の競走馬生産者、馬主。シンボリ牧場元代表。シンボリ牧場前代表の和田孝弘は息子。

## 経歴・人物
シンボリ牧場代表としてスピードシンボリ、シンボリルドルフ、シリウスシンボリといった名馬を生産した人物で、社台グループの総帥吉田善哉やメジロ軍団の棟梁北野豊吉・ミヤ夫妻らと共に、1960年代から1980年代における日本の競馬を代表するオーナーブリーダーの一人である。
1953年、外国からの馬輸入再開が許可されると真っ先に欧米へ向かうなど、若い頃から行動派の生産者として名高く、生産者の立場からサラブレッドの血統配合理論を追究した者としても昭和競馬期を代表する存在である。その一例としてパーソロンを輸入しており、同馬はリーディングサイアーに2度輝き名種牡馬となった。シンボリルドルフはパーソロンを父に、スピードシンボリを母の父に持つ、和田の生産者としての集大成ともいうべき競走馬であった。
競走馬の生産・育成・管理においてもさまざまな新手法を試みた事で知られる。フェデリコ・テシオの二元育成にならい、成長に応じて3箇所の育成拠点で競走馬を管理する三元育成を実施し、現代競馬では常識となっている短期放牧（放牧を参照）の手法を日本で初めて取り入れた。また、海外競馬への思い入れが強く、海外遠征がほとんど行われなかった時代に所有する一流馬を次々と海外に遠征させるなど、先見の明に非常に富んでおり、まさに戦後昭和の日本の馬産業のフロンティア的存在とも言うべきホースマンであった。この点についての評価は現在もなお高く、これが和田を昭和期を代表する競走馬生産者の一人として数えるに至らしめている。
1994年4月29日、死去。71歳没。

## 生産者として
和田は昭和後期の日本の馬産の世界においては、種牡馬パーソロンの導入と大成功、ルドルフ・シリウス等の「シンボリ軍団」の名馬たちの他にも、芦毛馬初の八大競走（天皇賞・秋）優勝馬のメジロアサマやダービー馬のサクラショウリを生産する等、最も華麗に成功し実績を残した人間の一人である。またその独創的な理論や思想は現代競馬においても受け継がれており、競走馬の生産・育成の立場から戦後の競馬の発展、日本の競走馬の質的向上に大きく貢献した人物でもある。
このように、確かに高い功績を持つ人物ではあるが、その反面、実績から得た自信故に我が非常に強い典型的なワンマンオーナーとしても有名で、日本競馬史には大小数多くの騒動を巻き起こしたトラブルメーカーとしてもその名を残している。競走馬育成に対する自らの方針を貫こうとして厩舍サイドへ頻繁かつ過剰な介入を繰り返し、厩舍関係者と摩擦や衝突を起こす事が少なくなく、特に期待馬の育成や出走を巡って調教師の実権を事実上奪おうとすることもしばしばであった（マティリアルの項目も参照）。そのような状況でシリウスシンボリの騎手の起用を巡る二本柳俊夫との衝突が競馬界全体を巻き込む大騒動に発展したり、シンボリルドルフの海外遠征を巡って野平祐二と絶縁状態に陥る等のトラブルを起こしている。
また、強豪馬の海外遠征もしばしば敢行しているが、これについても海外の大レースへの憧れのほかに、調教師や厩務員組合との対立から、これらの馬たちを共弘の意の通りに走らせられる場を求めた結果、調教師や厩務員から馬を取り上げ、自身の手で海外挑戦をするしか道が無くなったという面が決して小さくはない。しかし、この様な状況で共弘の手により強行的に実行された1980年代以降の海外遠征はことごとく不振に終わり、特にシンボリルドルフのアメリカ遠征は、結果的に日本競馬史上屈指の傑作を故障させる事にもなってしまった。
しかし、ワンマンオーナーであり実績もあった共弘にシンボリ牧場の組織内から諫言を出来る者は誰も居らず、これらの結果、共弘とシンボリ牧場は厩舎関係者から根強い不信感･警戒感を抱かれる様になった。結果、厩舎関係者との意思疎通が順調に取れなくなり、「シンボリ軍団」は低迷傾向に陥ってゆく。特にシリウスシンボリの一件によって美浦トレセンの厩務員組合との関係を著しく悪化させてしまったツケは大きく、以降は預託先の確保や担当厩務員の固定にも苦労する事が多くなった。ジャムシードのように当初は美浦の厩舎で競走馬登録されながらも、実際には海外の厩舎に預けられて海外で出走し、帰国・日本の競馬への出走にあたって何らかの事情から栗東の厩舎に移籍をした馬もいる。このようにトラブルを抱え続ける状況が競走馬の管理にも良いわけもなく、シンボリルドルフ引退後の「シンボリ軍団」はG1はおろか重賞勝ちすらもままならない長い低迷の時代を迎える事となるが、共弘を前に、事実上関係者は「誰も、何も、手を付けられない」状態が続いた。
かくして、1990年代になると競馬サークルにおける共弘とシンボリ牧場の存在感や発言力は急速に低下してゆき、1994年の共弘の死去の際の競馬マスコミの扱いがもっぱら「昭和期に活躍した名ホースマン」という過去の人扱いであったように、その最晩年は不遇と言わざるを得ないものであった。
なお、1歳違いで同様に昭和の競馬界発展に貢献した吉田善哉とはライバル関係にあり、犬猿の仲ともいわれていた。一方で最晩年に病床にあった吉田は「和田に会いたい」と漏らしたとされるが、その頃には共弘自身も体調を崩しており、それは叶うことなく吉田は1993年に死去し、後を追うように共弘も翌年亡くなっている。
1994年に共弘が死去し、息子の孝弘がシンボリ牧場を継いだ。孝弘とシンボリ牧場は、調教師・厩舍関係者との関係修復や外部からの新たな血統の導入に数年の時間を費やさねばならないなど、共弘の遺したトラブルと不振の後始末に追われ、苦難の道を歩んだ。それでもなお、実績のあるベテラン調教師や厩舎関係者との関係修復が叶わず仕舞いで終わった所も少なくなく、結果的に藤沢和雄等、共弘の意気盛んな頃にはまだ調教師になっていなかったり、厩舎を開業していても共弘からの馬の預託の実績が無かったりといった若手調教師の厩舎が、シンボリ牧場の主な預託先となっていった。
孝弘が指揮した立て直しが功を奏するまでにはなお数年の時間を必要としたが、最終的にはアメリカ産のシンボリインディとシンボリクリスエスの登場によって結実することとなる。

## 主な所有馬

### 八大競走・GⅠ級競走優勝馬
- スピードシンボリ（1966年京成盃、菊花賞2着、1967年天皇賞・春、アメリカジョッキークラブカップ、目黒記念、日本経済賞、1968年アルゼンチンジョッキークラブカップ、1969年有馬記念、ダイヤモンドステークス、目黒記念、1970年有馬記念、宝塚記念、アメリカジョッキークラブカップ）
- シリウスシンボリ（1985年東京優駿）
- ダンスホール（フランス調教馬、1989年パリ大賞典）
- ピーターデイヴィース（イギリス調教馬、1990年レーシングポストトロフィー）[1]

### 重賞競走優勝馬
- カーネルシンボリ（1974年弥生賞、1975年目黒記念、天皇賞・秋2着）
- スイートネイティブ（1982年安田記念、七夕賞、牝馬東京タイムズ杯）
- スイートミトゥーナ（1990年クイーンカップ）
- マティリアル（1987年スプリングステークス、皐月賞3着、1989年京王杯オータムハンデキャップ）
- ノーザンスパー（フランス調教馬、1994年ユベールドショードネイ賞、リス賞。1995年の売却後、ブリーダーズカップ・ターフ優勝。）

### その他の所有馬
- モガミ（種牡馬、北野豊吉との共同所有、マシーヌ賞・仏LT）
- ジャムシード（海外のみ、日本へ帰国後はシンボリ牧場名義）